# James Denton
 (mars 2024).
Si vous disposez d'ouvrages ou d'articles de référence ou si vous connaissez des sites web de qualité traitant du thème abordé ici, merci de compléter l'article en donnant les références utiles à sa vérifiabilité et en les liant à la section « Notes et références ».
Pour les articles homonymes, voir Denton.
James Denton, né le 20 janvier 1963 à Nashville (Tennessee), est un acteur et musicien américain. Il est principalement connu pour ses rôles télévisés de Mr. Lyle dans Le Caméléon, de Mike Delfino dans Desperate Housewives et du Dr Sam Radford dans Un soupçon de magie. En 2024, il participe  à la version française de l'émission Danse avec les stars sur TF1.

## Biographie

### Origine et famille
James Denton est d'origine italienne. Son père J. T. Denton (1930-1993) était dentiste dans l'armée, sa mère Mary Jean Woolslair Denton est morte en 2002 d'un cancer du sein. 

### Études et formation
Il a étudié à l'université du Tennessee où il était membre de la fraternité Sigma Alpha Epsilon, il se spécialise dans le journalisme et la télévision et obtient un diplôme dans la publicité.

### Carrière d'acteur
Sa carrière d'acteur commence à l'âge de 23 ans au théâtre à Nashville. Il a finalement déménagé en Californie pour se consacrer à sa carrière d'acteur à temps plein.
Sa popularité est principalement liée à deux séries télévisées  : Le Caméléon où il interprète le rôle de Mr. Lyle, le frère jumeau de Miss Parker (jouée par Andrea Parker) et la série Desperate Housewives où il interprète le rôle de Mike Delfino.
Lors de la saison 8 de Desperate Housewives, il croise de nouveau l'actrice Andrea Parker avec qui il jouait dans Le Caméléon.
De 2015 à 2021, il interprète de nouveau un personnage principal dans une série récurrente, celui du Dr Sam Radford dans la série Un soupçon de magie. Dans cette série, il joue avec Catherine Bell qu'il avait déjà croisée lors d'un épisode du JAG.
En 2016, il tient le rôle de Peter Hudson dans la série Devious Maids  durant 7 épisodes.

### Musicien
James Denton joue régulièrement dans le groupe de musique Band From TV qui est composé de plusieurs personnalités de la télévision américaine dont Hugh Laurie (l'interprète du docteur Gregory House dans la série télévisée Dr House), de Scott Grimes (le sergent Malarkey dans Frères d'armes et le docteur Archie Morris dans Urgences) ou encore de Teri Hatcher (interprète de Loïs dans la série télévisée Loïs et Clark et de Susan Mayer dans la série Desperate Housewives, la femme du personnage de James Denton).

### Vie privée
James Denton s'est marié deux fois. De 1997 à 2000, il fut marié à Jenna Lyn Ward. En décembre 2002 il s'est marié à Erin O'Brien, ils ont eu ensemble deux enfants : un garçon, Sheppard, né en mai 2003, et une fille, Malin O’Brien, née le 22 mars 2005. Il est propriétaire en partie d'une équipe de ligue mineure de baseball à Fullerton, les Orange County Flyers qui ont remporté le championnat du GBL en 2008. Ils jouent actuellement à Cal State Fullerton en Californie.

## Filmographie

### Au cinéma
- 1994 : Thieves Quartet : Ray Higgs
- 1995 : Hunter's Moon : Nick
- 1997 : C'est ça l'amour ? (That Old Feeling) : Keith Marks
- 1997 : Volte/face (Face/Off) : Buzz
- 1998 : Primary Colors : Mitch
- 2004 : Jumbo Girl : Jack
- 2007 : Ascension Day : Frère John
- 2007 : Undead or Alive : Elmer Winslow
- 2008 : Tortured : Murphy
- 2012 : All-Star Superman : Clark Kent alias Superman (voix)
- 2012 : Sex Addicts (Group Sex) : Luke
- 2012 : Karaoke Man : Slim
- 2013 : Grace Unplugged : Johnny Trey.

### À la télévision

#### Séries télévisées
- 1996 : Sliders : Les Mondes parallèles : Jack Bullock (saison 2, épisode 4)
- 1996 : Dark Skies : L'Impossible Vérité : Robert Winter (saison 1, épisode 8)
- 1996 : JAG : Bruce Carmichael (saison 1, épisode 15)
- 2000 : Ally McBeal : Jimmy Bender (saison 3, épisode 19)
- 2000 : Un toit pour trois (Two Guys and a Girl) : Dr Howard Zwaneveld (saison 3, épisode 14)
- 2000 : À la Maison-Blanche (The West Wing) : Tom Jordan (saison 2, épisode 3)
- 1997 - 2000 : Le Caméléon (The Pretender) : Mr. Lyle / Bobby Bowman
- 2001 - 2002 : Philly : Juge Augustus « Jack » Ripley
- 2003 : JAG : Geoffrey Roizman (saison 8, épisode 18)
- 2003 - 2004 : Agence Matrix (Threat Matrix) : Agent Spécial John Kilmer
- 2004 - 2012 : Desperate Housewives : Michael « Mike » Delfino
- 2005 - 2006 : Reba : Dr Jack Morgan (saison 4, épisode 13 / saison 5, épisode 15)
- 2007 : Masters of Science Fiction : Barney Curran (saison 1, épisode 4)
- 2012 : Hot in Cleveland : Kerouac Cowboy (saison 3, épisode 22)
- 2015 -  2021 : Un soupçon de magie (Good Witch) : Dr Sam Radford
- 2016 : Devious Maids : Peter Hudson (saison 4 - 7 épisodes)
- 2018 : NCIS : Nouvelle-Orléans : Échec et mat (2/2) : Capitaine Deckard

#### Téléfilms
- 2006 : Le Bonheur oublié (Beautiful Dreamer) : Dr Kessler
- 2007 : L'Amour d'un père (Custody) : John Sullivan
- 2013 : Un intrus dans ma maison (4Closed) : Jake Turner
- 2014 : The Black Rider : Revelation Road : Drake
- 2014 : Paradis d'Amour (Stranded in Paradise) : Carter McConnell
- 2015 : Ma seule famille / Luey à la rescousse
- 2015 : Dancer and the Dame : Kyle
- 2016 : For Love and Honor : Colonel Tom Brennan
- 2021 : Coup de foudre avant Noël : Ethan Holt
- 2022 : Les témoins amoureux : Jack Chandeller
- 2023 : Trois Noëls à la maison (Christmas on Cherry lane) : Nelson

#### Publicités
- 2012 : Publicité pour le parfum Caractère de Daniel Hechter
- 2014 : Publicité pour le parfum Coton Chic de Daniel Hechter
- 2017 : Publicité pour le parfum Black de Daniel Hechter.

#### Émission
- 2024 : Danse avec les stars (saison 13) sur TF1[3] : candidat avec Candice Pascal comme partenaire de danse (classé 6e)

## Distinctions

### Récompenses
- 11e cérémonie des Screen Actors Guild Awards 2005 : Meilleure distribution pour une série télévisée dramatique pour Desperate Housewives (2004-2012).
- 12e cérémonie des Screen Actors Guild Awards 2006 : Meilleure distribution pour une série télévisée dramatique pour Desperate Housewives (2004-2012).

### Nominations
- 13e cérémonie des Screen Actors Guild Awards 2007 : Meilleure distribution pour une série télévisée dramatique pour Desperate Housewives (2004-2012).
- 14e cérémonie des Screen Actors Guild Awards 2008 : Meilleure distribution pour une série télévisée dramatique pour Desperate Housewives (2004-2012).
- 15e cérémonie des Screen Actors Guild Awards 2009 : Meilleure distribution pour une série télévisée dramatique pour Desperate Housewives (2004-2012).

## Voix francophones
En France, Arnaud Arbessier est la voix régulière de James Denton, à qui il prête sa voix depuis 2004. 
En France
| - Arnaud Arbessier dans : - Agence Matrix (série télévisée) - Desperate Housewives (série télévisée) - Le Bonheur oublié (en) - L'Amour d'un père (téléfilm) - Tortured - Sex Addicts (en) - Hot in Cleveland (série télévisée) - Un intrus dans ma maison (téléfilm) - Paradis d'amour (téléfilm) - Ma seule famille (téléfilm) - Soupçon de magie (série télévisée) - Devious Maids (série télévisée) - NCIS : Nouvelle-Orléans (série télévisée) - Coup de foudre avant Noël (téléfilm) - Les témoins amoureux (téléfilm) - Fantasy Island (série télévisée) | - François Leccia (1948 - 2009) dans : - Le Caméléon (série télévisée) - Téléfilms du Caméléon (téléfilm) - Guillaume Orsat dans (les séries télévisées) : - Ally McBeal - Reba Et aussi - Antoine Nouel dans Dark Skies : L'Impossible Vérité (série télévisée) - Nicolas Marié dans JAG (série télévisée) - Charles Borg dans Volte-face - Georges Caudron (1952 - 2022) dans Philly (série télévisée) |